# Вакхилид
Вакхили́д (Бакхили́д, др.-греч. Βακχυλίδης, ок. 516 — ок. 450 до н. э.) — греческий поэт, представитель торжественной хоровой лирики. Был включен в канонический список Девяти лириков учеными эллинистической Александрии.

## Жизнь
Вакхилид родился в городе Иулида, на острове Кеос, недалеко от побережья Аттики.
Вакхилид — племянник известного поэта Симонида Кеосского, который, возможно, научил его правилам составления хоровых песен и, безусловно, оказал значительное влияние на своего племянника. Вакхилида следует рассматривать также как преемника Стесихора (который превратил мифологический рассказ в один из наиболее существенных компонентов хоровой лирики).
Вакхилид — младший современник Пиндара. Из текстов Вакхилида явствует, что как поэт он нередко оказывался соперником Пиндара на состязаниях — в Афинах, в Македонии, на Сицилии, на Фессалии, на Эгине. Вакхилид писал для представителей могущественных фессалийских родов, для Александра I — царя Македонии, для Гиерона I — тирана Сиракуз, также для родов в Афинах, на Кеосе, на Эгине. Для афинских и кеосских родов Вакхилидом были написаны дифирамбы, которые считаются важным этапом в развитии этого жанра.
Вакхилид совершил несколько путешествий; наиболее вероятно путешествие на Сицилию ко двору Гиерона, где он жил, вероятно, вместе со своим дядей. Сообщается, что в конце жизни Вакхилид, приговоренный к изгнанию, перебрался на Пелопоннес.

## Творчество
В эллинистический период творчество Вакхилида было разделено на 9 книг в соответствии с жанрами:
1. Гимны (ὕμνοί);
2. Пеаны (παιάνες);
3. Дифирамбы (δῑθύραμβοί; сохранилось 6, некоторые испорчены);
4. Просодии (προσῳδίαι; «песни для процессий»);
5. Парфении (παρθένεια; «песни для дев»);
6. Гипорхемы (ὑπορχήματα; «танцевальные песни»);
7. Энкомии (ἐγκώμια; хвалебные песни) или Сколии (σκολια; застольные песни);
8. Эпиникии (ἐπινίκια; торжественные победные оды; сохранилось 14[3], некоторые испорчены);
9. Эротики (ἐρωτικά; любовные песни).

Последняя из дошедших песен датируется 452 до н. э.
До конца XIX в. Вакхилида знали только по цитатам у других авторов (фрагменты застольной и любовной поэзии), собранным Нейе, Шнейдевином и Бергком в сборнике «Греческие поэты-лирики» (Poetae lyrici graeci, т. 3, Берлин, 1923). В 1896 г. Британский музей купил 2 найденных в Египте папирусных свитка, содержащих эпиникии и дифирамбы Вакхилида (15 эпиникиев и 6 дифирамбов; опубликованы английским ученым Кеньоном в 1897 г.). В XX в. были найдены новые фрагменты папирусов. Благодаря этим источникам творчество Вакхилида сегодня представляется достаточно хорошо; лучше всего — эпиникии и дифирамбы. Сохранившиеся под его именем эпиграммы, вероятно, неподлинны.
Эпиникии Вакхилида построены по тем же правилам, что и работы Пиндара, от которых они, однако, отличаются по своему характеру. Вакхилиду не свойствен размах мысли Пиндара; он сконцентрирован на деталях, на тщательности обработки, и в целом пишет понятнее и проще Пиндара. Не блистая оригинальными и смелыми метафорами и не достигая той суровой возвышенности, свойственной Пиндару, тексты Вакхилида проще и полны подлинно ионийского изящества; они славились главным образом тонкостью формы, прозрачностью языка, пластичностью образов.
Вакхилид восхваляет адресатов своих песен и награждает их изысканными комплиментами. Повествовательные части текстов Вакхилида (где представлены сцены из жизни богов и героев) прекрасны, поэтичны, полны драматического напряжения, даже пафоса. Пышный стиль, присущий хоровой лирике, создается Вакхилидом за счет группировки эпитетов вокруг одного существительного. Несмотря на простоту, для Вакхилида характерно употребление сложных прилагательных, многие из которых были неологичны.
Признанный успех Вакхилида в этом жанре — заказ по случаю победы колесницы Гиерона Сиракузского на Олимпийских играх 468 до н. э. Сообщается, что этот эпиникий вызвал разочарование Пиндара некоторыми своим работами — в прежних написанных для Гиерона одах Пиндар не сумел обойтись с телесными и политическими слабостями заказчика так деликатно, как Вакхилид.
Выше эпиникиев ставятся дифирамбы, являющиеся чисто мифологическими повествованиями в лиро-эпическом стиле. Расцвет драмы V в. до н. э. вызвал у Вакхилида большую, чем у Пиндара, драматизацию лирики, особенно дифирамба (вакхической песни, первоначально связанной с культом Диониса, который и затем сохранялся в драматизированной форме).
Вакхилид использовал менее известные версии мифов, часто обращался к аттической традиции (мифы Вакхилида гораздо ближе к эпосу, чем лирика Пиндара). В этом отношении наиболее интересен дифирамб «Тесей» (Θησεύς), имеющий форму диалога между царем Афин Эгеем и хором.
Дифирамб рассматривается как элемент перехода от хоровой песни к драме и важен для изучения формирования античной трагедии. Однако, так как Вакхилид работал уже в период полного расцвета трагедии, следует предположить, что именно под влиянием трагедии он придал «Тесею» такую форму.
Из прочих сохранившихся текстов Вакхилида заслуживает внимания сколион, написанный для Александра I, мастерски передающий атмосферу пира и легкого опьянения.

## Влияние
В Александрии Вакхилид был причислен к канону 9 лириков, а его произведения собраны и изданы (II в. до н. э.). Также ко многим текстам были написаны комментарии. Наибольшее влияние творчества Вакхилида находится у Феокрита. В позднейшие эпохи в работах Вакхилида искали не столько поэтических высот, сколько мифологических, географических и других сведений.
Древние теоретики литературы были о нем неисключительного мнения; например, автор трактата «О возвышенном» Псевдо-Лонгин высоко отзывается об изяществе Вакхилида, но все же предпочитает ему «внезапный и непредсказуемый блеск» Пиндара. В целом считалось, что по разносторонности Вакхилид не уступает, например, ни Симониду, ни Пиндару, но несопоставим с ними в масштабе и силе.
Тем не менее, Вакхилида (который считался «легким» поэтом) читали долго; в Риме Вакхилидом более всего интересовался Гораций; Вакхилида знал еще Юлиан Отступник, после которого имя поэта перестало упоминаться, а произведения пропали.